# N. G. Hitchborn
Nathan Griffin Hitchborn (* 29. Mai 1818 in Prospect, Maine; † 30. November 1874 Stockton Springs, Maine) war ein US-amerikanischer Geschäftsmann und Politiker, der von 1865 bis 1868 Maine State Treasurer war.

## Leben
N. G. Hichborn wurde in Prospect, Maine als Sohn von Henry Hichborn und Desiah Griffin geboren. Anfang 1843 gründete er ein Handelshaus und drei Jahre später stieg er in den Schiffbau ein. Anfang der 1850er Jahre setzte er sich für den Bau der Community Church in Stockton Springs ein. Postmaster in South Prospect wurde er im Jahr 1855 und im selben Jahr wurde er in den Senat von Maine gewählt. 
Er setzte sich für die Teilung von Prospect und damit für die Gründung von Stockton Springs im Jahr 1857 ein. Nach seiner Amtszeit im Senat wurde er Abgeordneter im Repräsentantenhaus von Maine und von 1865 bis 1868 war er Treasurer von Maine.
N. G. Hichborn war  Caroline R. Hichborn verheiratet. Sie hatten vier Töchter. Hichborn starb am 30. November 1874 in Stockton Springs. Sein Grab befindet sich auf dem Mount Prospect Cemetery in Stockton Springs.